# Лезьниця-Мала
Лезьниця-Мала (пол. Leźnica Mała) — село в Польщі, у гміні Ленчиця Ленчицького повіту Лодзинського воєводства.
Населення — 397 осіб (2011).
У 1975-1998 роках село належало до Плоцького воєводства.

## Демографія
Демографічна структура станом на 31 березня 2011 року:
|          | Загалом | Допрацездатний вік | Працездатний вік | Постпрацездатний вік |
| -------- | ------- | ------------------ | ---------------- | -------------------- |
| Чоловіки | 193     | 39                 | 139              | 15                   |
| Жінки    | 204     | 34                 | 115              | 55                   |
| Разом    | 397     | 73                 | 254              | 70                   |